# Cyrtostylis
Lan muỗi mắt (danh pháp: Cyrtostacylis) là một chi trong họ Lan (Orchidaceae) được Robert Brown miêu tả đầu tiên ở Prodromus Florae Novae Hollandiae (1810). Tất cả các loài trong chi này là loài đặc hữu của tỉnh Thực vật học Tây Nam, Úc.

## Hình ảnh

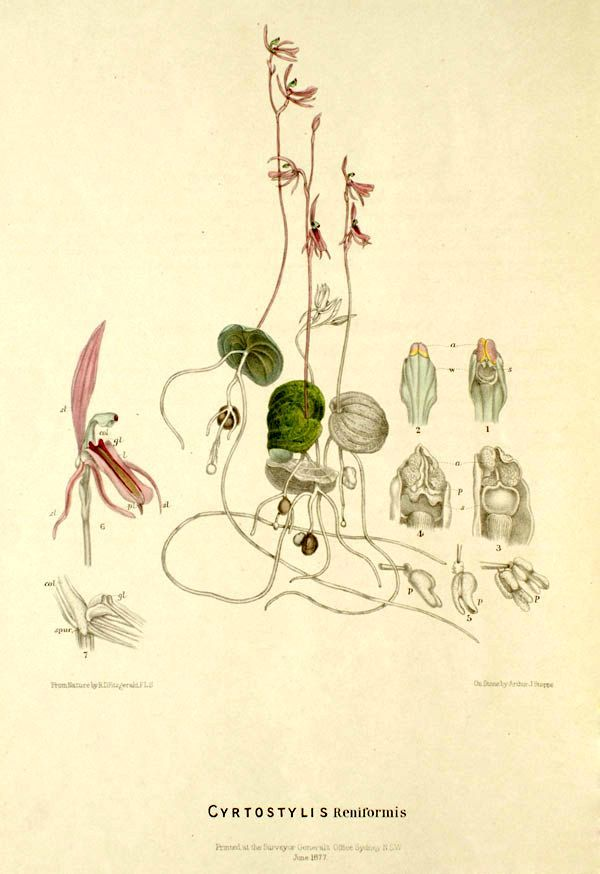
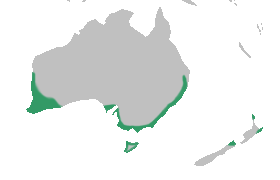

## Các loài
| - Cyrtostylis bryceana - Cyrtostylis huegelii - Cyrtostylis oblonga - Cyrtostylis pectinata - Cyrtostylis reflexa | - Cyrtostylis reniformis - Cyrtostylis robusta - Cyrtostylis rotundifolia - Cyrtostylis tenuissima |